# Adenophora sublata
Adenophora sublata är en klockväxtart som beskrevs av Vladimir Leontjevitj Komarov. Adenophora sublata ingår i släktet kragklockor, och familjen klockväxter. Inga underarter finns listade i Catalogue of Life.